# Градські Врховці
45°18′ пн. ш. 17°38′ сх. д. / 45.30° пн. ш. 17.63° сх. д.
Градські Врховці (хорв. Gradski Vrhovci) — населений пункт у Хорватії, у Пожезько-Славонській жупанії у складі міста Пожега.

## Населення
Населення за даними перепису 2011 року становило 46 осіб.
Динаміка чисельності населення поселення:

## Клімат
Середня річна температура становить 10,76 °C, середня максимальна – 24,81 °C, а середня мінімальна – -5,44 °C. Середня річна кількість опадів – 860 мм.
| Клімат поселення                              | Клімат поселення | Клімат поселення | Клімат поселення | Клімат поселення | Клімат поселення | Клімат поселення | Клімат поселення | Клімат поселення | Клімат поселення | Клімат поселення | Клімат поселення | Клімат поселення | Клімат поселення |
| Показник                                      | Січ.             | Лют.             | Бер.             | Квіт.            | Трав.            | Черв.            | Лип.             | Серп.            | Вер.             | Жовт.            | Лист.            | Груд.            |                  |
| Середній максимум, °C                         | 6,83             | 8,10             | 12,40            | 16,86            | 21,64            | 24,81            | 24,00            | 23,61            | 19,66            | 14,52            | 9,10             | 4,87             |                  |
| Середня температура, °C                       | 0,69             | 1,97             | 6,27             | 10,72            | 15,51            | 18,68            | 20,60            | 20,21            | 16,25            | 11,10            | 5,68             | 1,48             |                  |
| Середній мінімум, °C                          | −5,44            | −4,16            | 0,14             | 4,60             | 9,39             | 12,54            | 17,20            | 16,80            | 12,84            | 7,69             | 2,26             | −1,94            |                  |
| Норма опадів, мм                              | 54               | 51               | 56               | 68               | 79               | 103              | 79               | 77               | 66               | 75               | 83               | 69               |                  |
| Середньомісячна швидкість вітру, м/с          | 1.91             | 2.17             | 2.44             | 2.38             | 2.14             | 1.95             | 1.92             | 1.77             | 1.78             | 1.84             | 1.92             | 1.97             |                  |
| Середньомісячна сонячна радіація, кДж/м²·день | 4373             | 7156             | 10938            | 15303            | 19315            | 21371            | 22287            | 20143            | 14916            | 9331             | 4983             | 3676             |                  |
| --------------------------------------------- | ---------------- | ---------------- | ---------------- | ---------------- | ---------------- | ---------------- | ---------------- | ---------------- | ---------------- | ---------------- | ---------------- | ---------------- | ---------------- |
| Джерело:                                      |                  |                  |                  |                  |                  |                  |                  |                  |                  |                  |                  |                  |                  |